# ايمانويل فون دير فالن
ايمانويل فون دير فالن (بالروسية: Пален, Эммануил Анатольевич)‏ (و. 1882 – 1952 م) هو عالم فلك من الإمبراطورية الروسية . ولد في سانت بطرسبرغ .
توفي عن عمر يناهز 70 عاماً.

## التعليم
تعلم في جامعة غوتينغن